# ニューマチックトレール

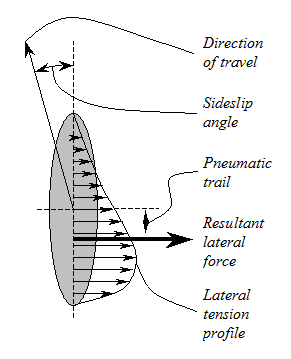
右折中のオートバイのタイヤの接地面。

ニューマチックトレール（英語: pneumatic trail）は、硬い路面上を転がり、（旋回中で見られるように）横荷重が掛かっている柔軟なタイヤによって生成されるトレール様効果である。より専門的に言えば、接地面の幾何中心と、横すべりの結果として起こる力が起きる点の距離である。

## 原因
ニューマチックトレールは、接地面の長さに沿った横力の漸進的増強に起因する。横力は接地面の後ろに向かって大きくなっていき、これがタイヤにセルフアライニングトルクと呼ばれるトルクを生み出す。横すべりの方向は旋回の外側を向いているため、タイヤにかかる力は旋回の中心を向いている。したがって、このトルクは前輪を横すべりの方向、旋回の方向とは逆へ回す傾向を持つ。

## 変動
ニューマチックトレールはスリップ角がゼロの時に最大となり、スリップ角が増大するにつれて減少する。ニューマチックトレールは垂直荷重が増えると増大する。